# Iglesia de las Santas Justa y Rufina (Toledo)
La iglesia de las Santas Justa y Rufina es una de las denominadas parroquias mozárabes de la ciudad española de Toledo, iglesia católica en rito hispano-mozárabe, cuya existencia está acreditada documentalmente desde 1156. No obstante, determinados vestigios materiales revelan la existencia en este lugar de una construcción islámica, que sin duda habría que identificar con una mezquita. Hasta fecha muy reciente, el único testimonio de la existencia de una construcción islámica consistía en un fragmento de arco que, sobre una pilastra visigoda, se hallaba empotrado en la fachada noroeste del templo. La reutilización de una pieza de época anterior, unida a las características del despiece del arco, permiten pensar en una obra islámica fechable en torno al siglo X. 
Una vez consagrado el templo al culto cristiano, debió levantarse su ábside, cuyas características formales llevarían a relacionarlo con el de la iglesia del Cristo de la Luz y, por lo tanto, a datarlo con una cronología similar: finales del siglo XII o comienzos del siglo XIII. De esta forma, se insertaría en la primera fase del mudéjar toledano, definida por Gómez-Moreno. 

## Descripción
El ábside desarrolla en planta un amplio semicírculo que adopta al exterior una forma poligonal. Consta de dos cuerpos superpuestos, compuestos por arcos de medio punto doblados y por arcos polilobulados que cobijan arcos de herradura apuntados, rematados por un friso de ladrillos dispuestos en esquinilla. El interior es semicircular, con paramentos lisos, realizados en mampostería encintada, y restos de pintura mural. 

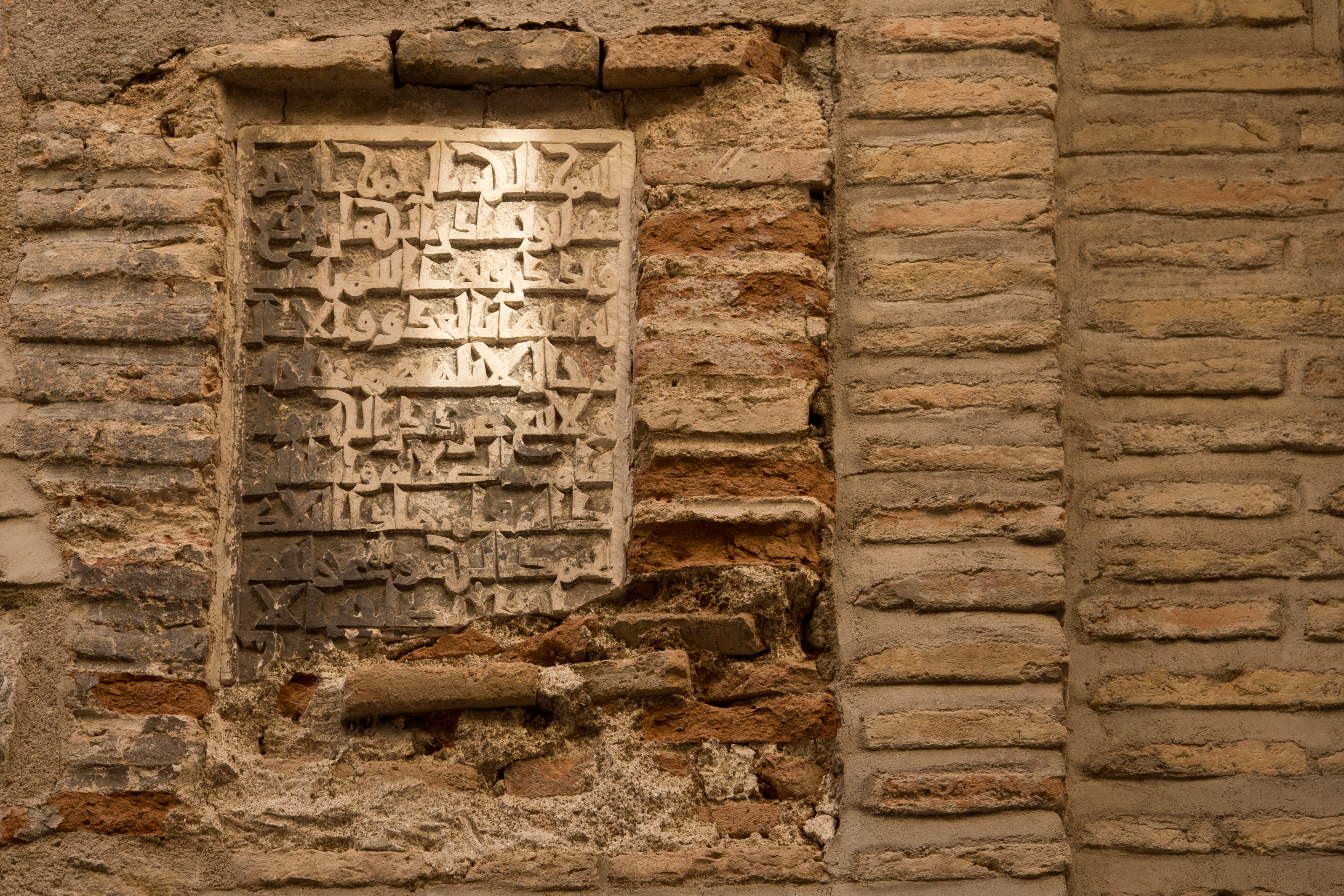
Inscripción árabe en la fachada

Este primer templo cristiano estaba orientado al sureste, desconociéndose su organización. No obstante, debió aprovechar parte de la estructura preexistente y tal vez responda a ello la existencia de un claustro (claustra o cementerio parroquial), adosado a uno de sus laterales, identificable con un posible «sahn» o patio de abluciones. 
Las grandes transformaciones del edificio llegaron a partir de 1530, de la mano de Alonso de Covarrubias. Las reformas, acometidas, muy posiblemente a consecuencia de un incendio, modificaron la fisonomía anterior, cambiando la orientación del templo en sentido noreste-suroeste, tal y como se halla en la actualidad, al mismo tiempo que se triplicó el espacio que ocupaba la antigua nave. Las obras continuaron durante esa centuria y la siguiente; entre los trabajos realizados está documentada la ejecución de la techumbre de madera en 1536. 
Durante el siglo XVII se realizaron nuevas reformas; entre ellas cabe citar la construcción de dos arcos torales en el crucero de la capilla mayor, las de la portada principal realizadas tras el incendio de 1659 y las llevadas a cabo en la puerta que daba al claustro datadas en el año 1672. En las postrimerías del siglo (1699) se proyecta y lleva a cabo la realización de un nuevo retablo mayor cuyas trazas y diseño fueron realizados por el maestro arquitecto y ensamblador José Ignacio Machín, que fue desmantelado a finales del siglo XVIII.
La portada principal se abre en arco rebajado de tres lóbulos, enmarcado por columnas sobre pódium y breve ático. Sobre ella se encuentran sendas hornacinas con las imágenes de las santas, bajo un tejadillo. El espacio interior se articula en una amplia nave con ábside poligonal al interior y al exterior y tribuna a los pies, cubierta por armadura de madera. A ella se abren capillas de diferentes tamaños y sistema de cubierta fruto de las sucesivas remodelaciones. Tal es el caso de las situadas junto a la cabecera, dispuestas al objeto de configurar un amplio espacio a modo de transepto, si bien, la que merece especial interés es la que corresponde al antiguo ábside mudéjar, anteriormente citado. 
En el siglo XVIII el templo fue redecorado según el gusto neoclásico; en la actualidad parte de esta decoración ha sido retirada, dejándose ver elementos de las fases constructivas anteriores: la islámica y la cristiana.